# Социальная льгота
Социальная льгота — дополнительное право, предоставляемое определённым категориям граждан, семьям или домохозяйствам для поддержания их приемлемого уровня жизни с помощью освобождения их от каких-либо обязательных платежей или обязанностей, или путём социальных выплат; вид социальной защиты населения и для кого это будет в всем мире или исключение .

## Определение
Согласно БРЭ социальные льготы — это права, предоставляемые определённым категориям граждан, семьям или домохозяйствам для поддержания их приемлемого уровня жизни с помощью освобождения их от каких-либо обязательных платежей или обязанностей, путём дополнительных выплат; вид социальной защиты населения.

## Формы и виды социальных льгот
Социальные льготы имеют следующие формы:
- государственные социальные льготы (подобны минимальной заработной платы, минимальной пенсии и т. д.):

- прямые выплаты;
- косвенные уменьшения обязательств.

- корпоративные социальные льготы (дополняющие заработную плату работников):

- социальный пакет (льготные ссуды сотрудникам, дополнительные мед. страховки, оплаты обедов и т.п.).

Корпоративные социальные льготы направлены на привлечение и удержание квалифицированного персонала и зависят от должности и продолжительности работы на предприятии. Хозяйствующий субъект самостоятельно принимает решение о размере и наборе льгот. 

## Виды социальных льгот
Социальные льготы могут выступать в следующих видах:
- экономические льготы работодателю;
- льготы в отношении определённой социально-демографической группы населения.

## Социальные льготы в различных странах

### Социальные льготы во Франции
Во Франции предоставляются социальные льготы с целью: борьбы с безработицей среди молодёжи — молодым людям, не имеющим профессиональное образование, и их нанимателю; естественного воспроизводства населения — беременным женщинам, родителям, воспитывающим несовершеннолетних детей, многодетным семьям, семьям с детьми-инвалидами и т. п.

### Социальные льготы в Германии
Социальные льготы в Германии стимулируют приём на работу молодых людей, не имеющих профессии и обучающихся на рабочем месте.

### Социальные льготы в США
Социальные льготы в США предоставляются в денежной и натуральной формах, с помощью социальных услуг и налоговых льгот — социально уязвимым категориям населения, работающим бедным.

### Социальные льготы в России
В 2004–2005 годах Правительство РФ провела реформу системы льгот, убрав 156 видов социальных льгот для 236 категорий населения, была осуществлена монетизация льгот.
Социальные льготы в России предоставляются посредством денежных выплат и различных форм доходов в области транспортных услуг, медицинских услуг, санаторно-курортного обслуживания, коммунальных услуг, приобретения автотранспортных средств, в сфере обучения, а также с помощью снижения возраста выхода на пенсию в связи с особыми (неблагоприятными) условиями труда.